# Giro di Romagna 1982
Il Giro di Romagna 1982, cinquantasettesima edizione della corsa, si svolse il 21 agosto 1982 su un percorso di 220 km. La vittoria fu appannaggio dell'italiano Moreno Argentin, che completò il percorso in 5h33'45", precedendo i connazionali Emanuele Bombini e Alfio Vandi.

## Ordine d'arrivo (Top 10)
| Pos. | Corridore            | Squadra                        | Tempo    |
| ---- | -------------------- | ------------------------------ | -------- |
| 1    | Moreno Argentin      | Sammontana-Campagnolo          | 5h33'45" |
| 2    | Emanuele Bombini     | Hoonved-Bottecchia             | s.t.     |
| 3    | Alfio Vandi          | Selle San Marco-Wil. Triestina | s.t.     |
| 4    | Silvano Contini      | Bianchi-Piaggio                | s.t.     |
| 5    | Sergio Santimaria    | Selle San Marco-Wil. Triestina | s.t.     |
| 6    | Giuseppe Petito      | Alfa Lum-Sauber                | s.t.     |
| 7    | Erminio Rizzi        | Termolan-Galli                 | s.t.     |
| 8    | Bruno Leali          | Inoxpran Pentole Posate        | s.t.     |
| 9    | Alessandro Paganessi | Bianchi-Piaggio                | s.t.     |
| 10   | Dag Erik Pedersen    | Bianchi-Piaggio                | s.t.     |